# هانس میروین
هانس میروین (به آلمانی: Hans Meerwein) شیمیدان آلمانی است که عمده شهرت او به دلیل کشف واکنش آریل‌دار کردن میروین است.